# Port lotniczy Kansas City
Port lotniczy Kansas City (IATA: MCI, ICAO: KMCI) – międzynarodowy port lotniczy położony 24 km na północny zachód od centrum Kansas City, w hrabstwie Platte, w stanie Missouri, w Stanach Zjednoczonych.

## Linie lotnicze i połączenia

### Terminal A
- Air Canada
  - Air Canada Jazz (Toronto-Pearson)
- AirTran Airways (Atlanta, Fort Myers, Miami, Orlando)
- Great Lakes Airlines (Burlington (IA), Denver, Dodge City, Garden City, Great Bend, Hays, Manhattan, Salina)
- Island Air (Grand Island, Harrison, Hot Springs, Joplin)
- Midwest Airlines Gates A19 – A30 (Boston, Los Angeles, Milwaukee, Nowy Jork-LaGuardia, Orlando, San Diego, San Francisco, Seattle/Tacoma, Tampa [seazonowo], Waszyngton-Reagan)
  - Midwest Connect obsługiwane przez SkyWest (Austin, Madison, Pittsburgh, San Antonio)
- United Airlines (Chicago-O'Hare, Denver)
  - United Express obsługiwane przez GoJet Airlines (Waszyngton-Dulles)
  - United Express obsługiwane przez Mesa Airlines (Chicago-O'Hare)
  - United Express obsługiwane przez Shuttle America (Chicago-O'Hare, Waszyngton-Dulles)
  - United Express obsługiwane przez SkyWest (Chicago-O'Hare, Denver)
- US Airways (Charlotte, Phoenix)
  - US Airways Express obsługiwane przez Air Wisconsin (Charlotte, Filadelfia, Waszyngton-Reagan)
  - US Airways Express obsługiwane przez Mesa Airlines (Charlotte, Phoenix)
  - US Airways Express obsługiwane przez PSA Airlines (Charlotte, Filadelfia)
  - US Airways Express obsługiwane przez Republic Airlines (Filadelfia, Waszyngton-Reagan)

### Terminal B
- Delta Air Lines (Atlanta, Salt Lake City)
  - Delta Connection obsługiwane przez Atlantic Southeast Airlines (Cincinnati)
  - Delta Connection obsługiwane przez Comair (Cincinnati)
  - Delta Connection obsługiwane przez ExpressJet (Salt Lake City)
  - Delta Connection obsługiwane przez SkyWest (Salt Lake City)
- Southwest Airlines (Albuquerque, Baltimore/Waszyngton, Chicago-Midway, Dallas-Love, Denver, Fort Lauderdale, Indianapolis, Las Vegas, Los Angeles, Nashville, Oakland, Oklahoma City, Ontario, Orlando, Phoenix, Portland (OR), St. Louis, Sacramento, San Diego, Seattle/Tacoma, Tampa, Tulsa)

### Terminal C
- American Airlines (Chicago-O'Hare, Dallas/Fort Worth)
  - American Eagle Airlines (Raleigh/Durham)
- Continental Airlines (Houston-Intercontinental, Newark)
  - Continental Express obsługiwane przez Chautauqua Airlines (Houston-Intercontinental)
  - Continental Express obsługiwane przez ExpressJet Airlines (Cleveland, Houston-Intercontinental, Newark)
- ExpressJet Airlines (Jacksonville (FL), Nowy Orlean, Ontario, Tucson)
- Frontier Airlines (Cancún, Denver, Puerto Vallarta [sezonowo])
- Northwest Airlines (Detroit, Memphis, Minneapolis/St. Paul)
  - Northwest Airlink obsługiwane przez Mesaba Airlines (Minneapolis/St. Paul)
  - Northwest Airlink obsługiwane przez Pinnacle Airlines (Detroit, Indianapolis, Minneapolis/St. Paul)